# Blue (revista)
Blue (literalmente en español «azul», pero en inglés tiene el significado equivalente al término español verde en su acepción de erótico) era la revista para gays de mayor distribución en Australia: en total, poseía una tirada de 35 000 ejemplares en el país y 26 000 en el extranjero, incluyendo América del Norte, Europa y Asia. Se calcula que llegó a tener unos 183 000 lectores en el mundo. Destacaba por la publicación de fotos artísticas de hombres desnudos y semidesnudos de todo el mundo. También solía contar con una serie de entrevistas y artículos sobre arte, cine, música cultura y viajes. La revista era de formato grande y con papel y encuadernado de calidad; Blue estaba concebida como una revista de sobremesa.
La revista fue lanzada en febrero de 1995 bajo el nombre (Not only) Blue [«(no sólo) azul»]. Más tarde se cambió por Blue y desde el año 2007 pasó a llamarse Blue+".
Era publicada por Studio Magazines de Sídney, Nueva Gales del Sur, Australia. Studio Magazines publica una serie de revistas de arte y moda, como Black + White, B+W Mode, Masters Weddings, Brides, Blue Mode y Bambini.